# Gérard Paulin Sanfourche
Gérard Paulin Sanfourche nasceu em 26 de julho de 1904 em Berbiguières, França, e morreu em 29 de julho de 1976 em La Réole, então tenente-coronel da Força Aérea então resistente à FFI (Forças Francesas do Interior) e parte da Seção F da rede Hilaire-Buckmaster.